# Слово доброго пастиря
«Слово Доброго Пастиря» — видавництво отців Василіян у США, видавало в 1950 — 1962 роках у Нью-Йорку тієї ж назви місячні, з 1953 — двомісячні серії популярних релігійно-освітніх книжечок. Всього вийшло 81 випуск.
Редактори — отці Володимир Ґавліч (1950—1951), Севастіян Сабол (1951—1953), Михайло Ваврик (1953—1954), Василь Ваврик (1954—1961), Мелетій Соловій (1962).